# Евгени Маринов
Евгени Маринов е бивш български футболист, полузащитник. Брат е на Йордан Маринов, също бивш футболист.

## Биография
Евгени Маринов е роден на 2 ноември 1964 г. в Свищов. Играл е като защитник и дефанзивен полузащитник за Академик (Свищов), Славия, ЦСКА, Локомотив (Пловдив), Спартак (Плевен) и Литекс. В А група има 198 мача и 9 гола. Вицешампион през 1990 и бронзов медалист през 1991 г. с отбора на Славия. През 1993 г. е вицешампион и носител на купата на страната с ЦСКА. Финалист за Купата на ПФЛ през 1997 г. с Литекс. За купата на УЕФА е изиграл 4 мача за Славия. Има 1 мач за националния отбор. Помощник-треньор на Академик (Свищов) (2002 – 2004 г.). Старши треньор на Академик (Свищов) (2016 – 2019). Треньор в ДЮШ на Академик (2020 – 2021). Старши треньор на Академик (Свищов) (2021).

## Статистика по сезони
- Академик (Св) – 1985/86 – А група, 11/0
- Академик (Св) – 1986/87 – А група, 27/0
- Академик (Св) – 1987/88 – Б група, 36/1
- Академик (Св) – 1988/89 – Б група, 36/3
- Славия – 1989/90 – А група, 29/0
- Славия – 1990/91 – А група, 30/0
- Славия – 1991/92 - А група, 17/0
- ЦСКА – 1992/ес. – А група, 2/0
- Локомотив (Пд) – 1993/пр. - А група, 14/0
- Локомотив (Пд) – 1993/94 – А група, 9/0
- Спартак (Пл) – 1994/95 – Б група, 25/3
- Литекс – 1995/96 – А група, 23/1
- Литекс – 1996/97 – Б група, 31/4
- Академик (Св) – 1997/98 – В група, 16/2
- Академик (Св) – 1998/99 – В група, 21/3
- Академик (Св) – 1999/00 – В група, 30/5
- Академик (Св) – 2000/01 – Б група, 24/1